# Reprezentacja Hiszpanii na Mistrzostwach Europy w Wioślarstwie 2009
Reprezentacja Hiszpanii na Mistrzostwach Europy w Wioślarstwie 2009 liczyła 16 sportowców. Najlepszym wynikiem było 3. miejsce w czwórce bez sternika mężczyzn.

## Medale

### Złote medale
Brak

### Srebrne medale
Brak

### Brązowe medale
czwórka bez sternika mężczyzn (M4-): Pedro Rodríguez Aragón, Pau Vela Maggi, Marcelino García Cortés, Noe Guzman Del Castillo

## Wyniki

### Konkurencje mężczyzn
- dwójka podwójna wagi lekkiej (LM2x): Jesús Álvarez González, Arnau Bertrán Sastre – 8. miejsce
- czwórka bez sternika (M4-): Pedro Rodríguez Aragón, Pau Vela Maggi, Marcelino García Cortés, Noe Guzman Del Castillo – 3. miejsce
- czwórka podwójna (M4x): Juan García, Manuel Moron Romero, Miguel Ruiz García, Alexander Sigurbjörnsson Benet – 11. miejsce
- czwórka bez sternika wagi lekkiej (LM4-): Rubén Álvarez Pedrosa, Andreu Castellà Gasparín, Juan Luis Fernandez Tomas, Marc Franquet Montfort – 6. miejsce

### Konkurencje kobiet
- dwójka podwójna wagi lekkiej (LW2x): Lourdes Guillén Cruz, Maialen Arrazola Santesteban – 8. miejsce